# Panara elegans
Panara elegans är en fjärilsart som beskrevs av William Schaus 1920. Panara elegans ingår i släktet Panara och familjen Riodinidae. Inga underarter finns listade i Catalogue of Life.